# إيفا هنريتا هاميلتون
إيفا هنريتا هاميلتون (بالإنجليزية: Eva Henrietta Hamilton)‏ هي رسامة أيرلندية، ولدت في 1876 في Dunboyne ‏ في جمهورية أيرلندا، وتوفيت في 1960.